# 施万海姆
施万海姆是德国莱茵兰-普法尔茨州的一个市镇。总面积6.96平方公里，总人口578人，其中男性305人，女性273人（2011年12月31日），人口密度83人/平方公里。